# Пайн-Спрингс (город, Миннесота)
Пайн-Спрингс (англ. Pine Springs) — город в округе Вашингтон, штат Миннесота, США. На площади 2,4 км² (2,1 км² — суша, 0,3 км² — вода), согласно переписи 2002 года, проживают 421 человек. Плотность населения составляет 196,5 чел./км².
- Телефонный код города — 651
- Почтовый индекс — 55115, 55128
- FIPS-код города — 27-51316[1]
- GNIS-идентификатор — 0649497[2]